# Intelsat 15
Intelsat 15 (IS-15) — американский спутник, стартовавший с космодрома Байконур 30 ноября 2009 года. Создан для замены отслужившего Intelsat 709. Спутник имеет 22 мощных транспондера Ku-диапазона, которые направлены на Ближний Восток, Индийский океан и Россию (4 транспондера с полосой 36 МГц, хотя ранее планировалось 6). Заказчиком является компания Intelsat, которая проводит обновление своей группировки, а производителем Orbital Sciences Corporation, использующая для этого собственную платформу STAR-2. В мае 2022 года, после столкновения с астероидом на спутнике деградировали солнечные батареи и начали отключаться транспондеры. 30 мая 2022 года оператор спутникового телевидения Телекарта перевёл трансляцию своих каналов на новый спутник Экспресс 80. В августе 2022 года спутник отправлен на орбиту захоронения.

## Российский рынок
Благодаря этому спутнику, компания Intelsat сможет укрепить свои позиции на российском рынке, испытывающем дефицит спутниковой ёмкости, усугубившийся аварией Экспресс АМ2 в марте 2009 года. Отмечается так же, что российский луч по зоне покрытия очень близок к зоне охвата АМ2. Некоторые спутниковые операторы планируют использовать данный борт для коммерческих целей.
В условиях острой нехватки спутникового ресурса для развития сетей VSAT целесообразно высвобождать для этих приложений дефицитную ёмкость российских спутников, на которые распространяется упрощённая процедура регистрации, в то время как для организации вещания и магистральных каналов связи могут успешно использоваться зарубежные аппараты. При этом такой обмен позволит операторам связи и телевещателям существенно снизить свои издержки.Владислава Игнатова
В марте 2010 года компания «Орион Экспресс» запустила с этого спутника новый проект под брендом - Телекарта, в 2022 году пакет каналов Телекарта был переведен на новый спутник Экспесс 80 в связи с перебоями в работе спутника Intelsat 15.